# Dietmar Hamann
Dietmar Hamann (Waldsassen, 27 agosto 1973) è un allenatore di calcio ed ex calciatore tedesco, nel ruolo di centrocampista difensivo.
Nel proprio palmarès vanta una Champions League, ottenuta con il Liverpool nel 2005, due Coppe UEFA, conquistate rispettivamente con Bayern Monaco e Liverpool, e due Supercoppe UEFA, vinte entrambe con il Liverpool.

## Caratteristiche tecniche
Di ruolo centrocampista, era una mezzala disciplinata dal punto di vista tattico. Sapeva essere pericoloso nei tiri dalla distanza anche tramite conclusioni al volo. Disponeva anche di ottimo carisma e personalità.

## Carriera

### Club
Hamann trascorse la prima parte della sua carriera nel Bayern Monaco, dal 1993 al 1998, ottenendo ottimi risultati. Nel 1998 venne notato e acquistato dal Newcastle United. Dopo una sola stagione venne acquistato dal Liverpool per 8 milioni di sterline. Con il Liverpool vinse cinque titoli nel 2001, aggiudicandosi poi la Coppa di Lega inglese nel 2003 e la Champions League nel 2005. Nel giugno dello stesso anno firmò un rinnovo contrattuale di un anno con il Liverpool, vincendo nella stagione seguente la FA Cup 2005-2006.
Dopo 7 anni con i Reds conditi da 283 presenze e 11 reti all'attivo, nell'estate 2006 Hamann decise di cambiare squadra. Firmò un pre-contratto con il Bolton, cambiando poi idea; il 12 luglio 2006 si accasò al Manchester City, club che dovette pagare 400.000 sterline al Bolton come risarcimento. Il 1º luglio 2009 terminò il contratto con il City e dopo alcuni mesi da svincolato firmò per un anno con il Milton Keynes Dons. Terminato il contratto con il Milton Keynes Dons concluse la propria carriera di calciatore e intraprese quella di allenatore, allenando per un breve periodo lo Stockport County.

### Nazionale
Conta 10 presenze e 2 gol con la Germania Under-21, con cui esordì nel 1993. Ha giocato 59 partite e ha segnato 5 reti nella Nazionale tedesca (debuttò nel 1997) e ha partecipato al campionato del mondo 1998, a Euro 2000, al campionato del mondo 2002 e a Euro 2004. A causa della mancata convocazione al campionato del mondo 2006 Hamann annunciò il suo ritiro dal calcio internazionale nel maggio 2006.

## Statistiche

### Presenze e reti nei club
| Club            | Stagione | Bundesliga        | Bundesliga        | DFB-Pokal | DFB-Pokal | Liga-Pokal | Liga-Pokal | Europa | Europa | Altre | Altre | Totale | Totale |
| Club            | Stagione | Pres              | Gol               | Pres      | Gol       | Pres       | Gol        | Pres   | Gol    | Pres  | Gol   | Pres   | Gol    |
| --------------- | -------- | ----------------- | ----------------- | --------- | --------- | ---------- | ---------- | ------ | ------ | ----- | ----- | ------ | ------ |
| Bayern Monaco   | 1993-94  | 5                 | 1                 | 0         | 0         | -          | -          | 0      | 0      | 1     | 0     | 6      | 1      |
| Bayern Monaco   | 1994-95  | 30                | 0                 | 1         | 0         | -          | -          | 6      | 0      | 0     | 0     | 37     | 0      |
| Bayern Monaco   | 1995-96  | 20                | 2                 | 2         | 0         | -          | -          | 7      | 0      | 0     | 0     | 29     | 2      |
| Bayern Monaco   | 1996-97  | 23                | 1                 | 4         | 0         | -          | -          | 2      | 0      | 0     | 0     | 30     | 1      |
| Bayern Monaco   | 1997-98  | 28                | 2                 | 5         | 3         | 2          | 0          | 8      | 1      | 0     | 0     | 41     | 6      |
| Club            | Stagione | FA Premier League | FA Premier League | FA Cup    | FA Cup    | League Cup | League Cup | Europa | Europa | Altre | Altre | Totale | Totale |
| Club            | Stagione | Pres              | Gol               | Pres      | Gol       | Pres       | Gol        | Pres   | Gol    | Pres  | Gol   | Pres   | Gol    |
| Newcastle Utd   | 1998-99  | 23                | 4                 | 7         | 1         | 1          | 0          | 0      | 0      | 0     | 0     | 31     | 5      |
| Liverpool       | 1999-00  | 28                | 1                 | 2         | 0         | 0          | 0          | 0      | 0      | 0     | 0     | 30     | 1      |
| Liverpool       | 2000-01  | 30                | 2                 | 5         | 1         | 5          | 0          | 13     | 0      | 0     | 0     | 53     | 3      |
| Liverpool       | 2001-02  | 31                | 1                 | 2         | 0         | 1          | 0          | 13     | 0      | 1     | 0     | 48     | 1      |
| Liverpool       | 2002-03  | 30                | 2                 | 1         | 0         | 1          | 0          | 9      | 0      | 1     | 0     | 42     | 2      |
| Liverpool       | 2003-04  | 25                | 2                 | 4         | 0         | 1          | 0          | 5      | 1      | 0     | 0     | 35     | 3      |
| Liverpool       | 2004-05  | 30                | 0                 | 0         | 0         | 3          | 0          | 10     | 1      | 0     | 0     | 43     | 1      |
| Liverpool       | 2005-06  | 17                | 0                 | 2         | 0         | 1          | 0          | 11     | 0      | 1     | 0     | 31     | 0      |
| Manchester City | 2006-07  | 16                | 0                 | 2         | 0         | 1          | 0          | 0      | 0      | 0     | 0     | 19     | 1      |
| Manchester City | 2007-08  | 29                | 0                 | 3         | 0         | 2          | 0          | 0      | 0      | 0     | 0     | 34     | 0      |
| Manchester City | 2008-09  | 9                 | 0                 | 1         | 0         | 0          | 0          | 8      | 1      | 0     | 0     | 18     | 1      |
| Totale          | Totale   | 374               | 19                | 41        | 5         | 18         | 0          | 92     | 4      | 4     | 0     | 525    | 27     |

### Cronologia presenze e reti in nazionale
| Cronologia completa delle presenze e delle reti in nazionale ― Germania | Cronologia completa delle presenze e delle reti in nazionale ― Germania | Cronologia completa delle presenze e delle reti in nazionale ― Germania | Cronologia completa delle presenze e delle reti in nazionale ― Germania | Cronologia completa delle presenze e delle reti in nazionale ― Germania | Cronologia completa delle presenze e delle reti in nazionale ― Germania | Cronologia completa delle presenze e delle reti in nazionale ― Germania | Cronologia completa delle presenze e delle reti in nazionale ― Germania |
| Data                                                                    | Città                                                                   | In casa                                                                 | Risultato                                                               | Ospiti                                                                  | Competizione                                                            | Reti                                                                    | Note                                                                    |
| ----------------------------------------------------------------------- | ----------------------------------------------------------------------- | ----------------------------------------------------------------------- | ----------------------------------------------------------------------- | ----------------------------------------------------------------------- | ----------------------------------------------------------------------- | ----------------------------------------------------------------------- | ----------------------------------------------------------------------- |
| 15-11-1997                                                              | Düsseldorf                                                              | Germania                                                                | 3 – 0                                                                   | Sudafrica                                                               | Amichevole                                                              | 1                                                                       |                                                                         |
| 22-2-1998                                                               | Riyad                                                                   | Arabia Saudita                                                          | 0 – 3                                                                   | Germania                                                                | Amichevole                                                              | -                                                                       |                                                                         |
| 25-3-1998                                                               | Stoccarda                                                               | Germania                                                                | 1 – 2                                                                   | Brasile                                                                 | Amichevole                                                              | -                                                                       | 81’                                                                     |
| 22-4-1998                                                               | Colonia                                                                 | Germania                                                                | 1 – 0                                                                   | Nigeria                                                                 | Amichevole                                                              | -                                                                       |                                                                         |
| 27-5-1998                                                               | Helsinki                                                                | Finlandia                                                               | 0 – 0                                                                   | Germania                                                                | Amichevole                                                              | -                                                                       | 73’                                                                     |
| 30-5-1998                                                               | Francoforte                                                             | Germania                                                                | 3 – 1                                                                   | Colombia                                                                | Amichevole                                                              | -                                                                       | 46’                                                                     |
| 5-6-1998                                                                | Mannheim                                                                | Germania                                                                | 7 – 0                                                                   | Lussemburgo                                                             | Amichevole                                                              | -                                                                       | 46’                                                                     |
| 15-6-1998                                                               | Parigi                                                                  | Germania                                                                | 2 – 0                                                                   | Stati Uniti                                                             | Mondiali 1998 - 1º turno                                                | -                                                                       | 50’ 77’                                                                 |
| 21-6-1998                                                               | Lens                                                                    | Germania                                                                | 2 – 2                                                                   | Jugoslavia                                                              | Mondiali 1998 - 1º turno                                                | -                                                                       | 46’                                                                     |
| 25-6-1998                                                               | Montpellier                                                             | Germania                                                                | 2 – 0                                                                   | Iran                                                                    | Mondiali 1998 - 1º turno                                                | -                                                                       | 46’                                                                     |
| 29-6-1998                                                               | Montpellier                                                             | Germania                                                                | 2 – 1                                                                   | Messico                                                                 | Mondiali 1998 - Ottavi di finale                                        | -                                                                       | 88’                                                                     |
| 4-7-1998                                                                | Lione                                                                   | Germania                                                                | 0 – 3                                                                   | Croazia                                                                 | Mondiali 1998 - Quarti di finale                                        | -                                                                       | 79’                                                                     |
| 18-11-1998                                                              | Gelsenkirchen                                                           | Germania                                                                | 1 – 1                                                                   | Paesi Bassi                                                             | Amichevole                                                              | -                                                                       | 86’                                                                     |
| 27-3-1999                                                               | Belfast                                                                 | Irlanda del Nord                                                        | 0 – 3                                                                   | Germania                                                                | Qual. Euro 2000                                                         | 1                                                                       |                                                                         |
| 31-3-1999                                                               | Norimberga                                                              | Germania                                                                | 2 – 0                                                                   | Finlandia                                                               | Qual. Euro 2000                                                         | -                                                                       | 72’                                                                     |
| 28-4-1999                                                               | Brema                                                                   | Germania                                                                | 0 – 1                                                                   | Scozia                                                                  | Amichevole                                                              | -                                                                       | 59’                                                                     |
| 4-6-1999                                                                | Leverkusen                                                              | Germania                                                                | 6 – 1                                                                   | Moldavia                                                                | Qual. Euro 2000                                                         | -                                                                       |                                                                         |
| 9-10-1999                                                               | Monaco                                                                  | Germania                                                                | 0 – 0                                                                   | Turchia                                                                 | Qual. Euro 2000                                                         | -                                                                       | 46’                                                                     |
| 14-11-1999                                                              | Oslo                                                                    | Norvegia                                                                | 0 – 1                                                                   | Germania                                                                | Amichevole                                                              | -                                                                       | 46’                                                                     |
| 23-2-2000                                                               | Amsterdam                                                               | Paesi Bassi                                                             | 2 – 1                                                                   | Germania                                                                | Amichevole                                                              | -                                                                       | 61’                                                                     |
| 29-3-2000                                                               | Zagabria                                                                | Croazia                                                                 | 1 – 1                                                                   | Germania                                                                | Amichevole                                                              | -                                                                       |                                                                         |
| 26-4-2000                                                               | Kaiserslautern                                                          | Germania                                                                | 1 – 1                                                                   | Svizzera                                                                | Amichevole                                                              | -                                                                       | 25’                                                                     |
| 3-6-2000                                                                | Norimberga                                                              | Germania                                                                | 3 – 2                                                                   | Rep. Ceca                                                               | Amichevole                                                              | -                                                                       | 53’                                                                     |
| 7-6-2000                                                                | Friburgo                                                                | Germania                                                                | 8 – 2                                                                   | Liechtenstein                                                           | Amichevole                                                              | -                                                                       | 46’                                                                     |
| 12-6-2000                                                               | Liegi                                                                   | Germania                                                                | 1 – 1                                                                   | Romania                                                                 | Euro 2000 - 1º turno                                                    | -                                                                       | 73’                                                                     |
| 17-6-2000                                                               | Charleroi                                                               | Inghilterra                                                             | 1 – 0                                                                   | Germania                                                                | Euro 2000 - 1º turno                                                    | -                                                                       |                                                                         |
| 20-6-2000                                                               | Rotterdam                                                               | Portogallo                                                              | 3 – 0                                                                   | Germania                                                                | Euro 2000 - 1º turno                                                    | -                                                                       |                                                                         |
| 16-8-2000                                                               | Hannover                                                                | Germania                                                                | 4 – 1                                                                   | Spagna                                                                  | Amichevole                                                              | -                                                                       | 79’                                                                     |
| 7-10-2000                                                               | Londra                                                                  | Inghilterra                                                             | 0 – 1                                                                   | Germania                                                                | Qual. Mondiali 2002                                                     | 1                                                                       |                                                                         |
| 15-11-2000                                                              | Copenaghen                                                              | Danimarca                                                               | 2 – 1                                                                   | Germania                                                                | Amichevole                                                              | -                                                                       |                                                                         |
| 27-2-2001                                                               | Saint-Denis                                                             | Francia                                                                 | 1 – 0                                                                   | Germania                                                                | Amichevole                                                              | -                                                                       | 46’                                                                     |
| 24-3-2001                                                               | Leverkusen                                                              | Germania                                                                | 2 – 1                                                                   | Albania                                                                 | Qual. Mondiali 2002                                                     | -                                                                       | 4’ 46’                                                                  |
| 15-8-2001                                                               | Budapest                                                                | Ungheria                                                                | 2 – 5                                                                   | Germania                                                                | Amichevole                                                              | -                                                                       | 46’                                                                     |
| 1-9-2001                                                                | Monaco di Baviera                                                       | Germania                                                                | 1 – 5                                                                   | Inghilterra                                                             | Qual. Mondiali 2002                                                     | -                                                                       | 78’                                                                     |
| 10-10-2001                                                              | Kiev                                                                    | Ucraina                                                                 | 1 – 1                                                                   | Germania                                                                | Qual. Mondiali 2002                                                     | -                                                                       |                                                                         |
| 14-11-2001                                                              | Dortmund                                                                | Germania                                                                | 4 – 1                                                                   | Ucraina                                                                 | Qual. Mondiali 2002                                                     | -                                                                       |                                                                         |
| 13-2-2002                                                               | Kaiserslautern                                                          | Germania                                                                | 7 – 1                                                                   | Israele                                                                 | Amichevole                                                              | 1                                                                       |                                                                         |
| 27-3-2002                                                               | Rostock                                                                 | Germania                                                                | 4 – 2                                                                   | Stati Uniti                                                             | Amichevole                                                              | -                                                                       |                                                                         |
| 14-5-2002                                                               | Cardiff                                                                 | Galles                                                                  | 1 – 0                                                                   | Germania                                                                | Amichevole                                                              | -                                                                       | 73’                                                                     |
| 18-5-2002                                                               | Leverkusen                                                              | Germania                                                                | 6 – 2                                                                   | Austria                                                                 | Amichevole                                                              | -                                                                       |                                                                         |
| 1-6-2002                                                                | Sapporo                                                                 | Germania                                                                | 8 – 0                                                                   | Arabia Saudita                                                          | Mondiali 2002 - 1º turno                                                | -                                                                       | 83’                                                                     |
| 5-6-2002                                                                | Kashima                                                                 | Germania                                                                | 1 – 1                                                                   | Irlanda                                                                 | Mondiali 2002 - 1º turno                                                | -                                                                       |                                                                         |
| 11-6-2002                                                               | Shizuoka                                                                | Camerun                                                                 | 0 – 2                                                                   | Germania                                                                | Mondiali 2002 - 1º turno                                                | -                                                                       | 29’                                                                     |
| 21-6-2002                                                               | Ulsan                                                                   | Germania                                                                | 1 – 0                                                                   | Stati Uniti                                                             | Mondiali 2002 - Quarti di finale                                        | -                                                                       |                                                                         |
| 25-6-2002                                                               | Seul                                                                    | Germania                                                                | 1 – 0                                                                   | Corea del Sud                                                           | Mondiali 2002 - Semifinale                                              | -                                                                       |                                                                         |
| 30-6-2002                                                               | Yokohama                                                                | Germania                                                                | 0 – 2                                                                   | Brasile                                                                 | Mondiali 2002 - Finale                                                  | -                                                                       |                                                                         |
| 7-9-2002                                                                | Kaunas                                                                  | Lituania                                                                | 0 – 2                                                                   | Germania                                                                | Qual. Euro 2004                                                         | -                                                                       |                                                                         |
| 16-10-2002                                                              | Hannover                                                                | Germania                                                                | 2 – 1                                                                   | Fær Øer                                                                 | Qual. Euro 2004                                                         | -                                                                       |                                                                         |
| 29-3-2003                                                               | Norimberga                                                              | Germania                                                                | 1 – 1                                                                   | Lituania                                                                | Qual. Euro 2004                                                         | -                                                                       |                                                                         |
| 18-2-2004                                                               | Spalato                                                                 | Croazia                                                                 | 1 – 2                                                                   | Germania                                                                | Amichevole                                                              | -                                                                       |                                                                         |
| 31-3-2004                                                               | Colonia                                                                 | Germania                                                                | 3 – 0                                                                   | Belgio                                                                  | Amichevole                                                              | 1                                                                       |                                                                         |
| 28-4-2004                                                               | Bucarest                                                                | Romania                                                                 | 5 – 1                                                                   | Germania                                                                | Amichevole                                                              | -                                                                       |                                                                         |
| 27-5-2004                                                               | Friburgo                                                                | Germania                                                                | 7 – 0                                                                   | Malta                                                                   | Amichevole                                                              | -                                                                       | cap. 69’                                                                |
| 2-6-2004                                                                | Basilea                                                                 | Svizzera                                                                | 0 – 2                                                                   | Germania                                                                | Amichevole                                                              | -                                                                       | 87’                                                                     |
| 6-6-2004                                                                | Kaiserslautern                                                          | Germania                                                                | 0 – 2                                                                   | Ungheria                                                                | Amichevole                                                              | -                                                                       | 84’                                                                     |
| 15-6-2004                                                               | Porto                                                                   | Germania                                                                | 1 – 1                                                                   | Paesi Bassi                                                             | Euro 2004 - 1º turno                                                    | -                                                                       |                                                                         |
| 19-6-2004                                                               | Porto                                                                   | Lettonia                                                                | 0 – 0                                                                   | Germania                                                                | Euro 2004 - 1º turno                                                    | -                                                                       | 42’                                                                     |
| 23-6-2004                                                               | Lisbona                                                                 | Germania                                                                | 1 – 2                                                                   | Rep. Ceca                                                               | Euro 2004 - 1º turno                                                    | -                                                                       | 79’                                                                     |
| 17-8-2005                                                               | Rotterdam                                                               | Paesi Bassi                                                             | 2 – 2                                                                   | Germania                                                                | Amichevole                                                              | -                                                                       | 74’                                                                     |
| Totale                                                                  |                                                                         | Presenze                                                                | 59                                                                      |                                                                         | Reti                                                                    | 5                                                                       |                                                                         |

## Palmarès

### Club

#### Competizioni nazionali
- Campionato tedesco: 2

Bayern Monaco: 1993-1994, 1996-1997
- Coppa di Germania: 1

Bayern Monaco: 1997-1998
- Coppa di Lega tedesca: 1

Bayern Monaco: 1997
- Coppa di Lega inglese: 2

Liverpool: 2000-2001, 2002-2003
- Coppa d'Inghilterra: 2

Liverpool: 2000-2001, 2005-2006
- Charity Shield: 1

Liverpool: 2001

#### Competizioni internazionali
- Coppa UEFA: 2

Bayern Monaco: 1995-1996
Liverpool: 2000-2001
- Supercoppa UEFA: 2

Liverpool: 2001, 2005
- UEFA Champions League: 1

Liverpool: 2004-2005